# Tirolit
Tirolit ist ein eher selten vorkommendes Mineral aus der Mineralklasse der „Phosphate, Arsenate und Vanadate“ mit der chemischen Zusammensetzung Ca2Cu9(AsO4)4(CO3)(OH)8·11H2O und damit chemisch gesehen ein komplexes wasserhaltiges Calcium-Kupfer-Arsenat-Carbonat mit zusätzlichen Hydroxidionen.
Tirolit kristallisiert im monoklinen Kristallsystem und entwickelt schuppige bis leistenförmige Kristalle von etwa drei Millimeter Größe, die typischerweise zu blättrigen bis faserigen, fächerförmigen bis radialstrahligen Mineral-Aggregaten verbunden sind oder krustige Überzüge bilden. Auch Pseudomorphose von Tirolit nach Fahlerz sind bekannt. Das durchscheinende Mineral ist von hellgrüner bis hellblauer Farbe mit einem glasähnlichen Glanz auf den Oberflächen. Die Kristalle zeigen eine vollkommene, glimmerähnliche Spaltbarkeit mit einem perlmuttähnlichen Glanz auf den Spaltflächen.

## Etymologie und Geschichte
Die Erstbeschreibung des Minerals erfolgte durch Abraham Gottlob Werner und wurde 1817 postum veröffentlicht. Dessen Bezeichnung als Kupferschaum bezog er sich auf das „schaumige“ Aussehen der untersuchten Proben. Werners Beschreibung zufolge war Kupferschaum zwar schon länger bekannt, wurde aber oft für Chalkophyllit (auch Kupferglimmer) oder Malachit gehalten, obwohl „er sich doch von beiden sehr wesentlich und leicht unterscheiden lässt“. Die von ihm untersuchten Proben waren vom äußeren Erscheinungsbild her der Kobaltblüte Erythrin ähnlich, jedoch aufgrund der spangrünen Farbe nach, die teilweise ins Himmelblaue überging, unverwechselbar. Als Fundorte für das Mineral gab Werner das Bannat (korrekt wohl Banat) und Libethen (heute Ľubietová) in Ungarn, Sa(a)lfeld (Grube „In fröhlicher Hoffnung“) in Thüringen und Schwaz in Tirol (Österreich) an.
In seinem 1845 veröffentlichten Werk Handbuch der Bestimmenden Mineralogie bemüht sich Wilhelm von Haidinger um eine systematische Aufstellung der bis dahin bekannten Malachite (IV. Ordnung). Neben dem rhomboedrischen Chalkophyllit und dem pyramidalen Uranit (heute Torbernit) führt er auch das hier als Tirolit (Synonyme Kupferschaum und Kupaphrit) bezeichnete Mineral unter dem Oberbegriff Euchlormalachit in der VII. Abteilung. Der von Haidinger geprägte Name nimmt Bezug auf den von Werner genannten Fundort in Tirol und setzt sich schließlich in der Mineralogischen Fachwelt durch.
Die von Charles Upham Shepard 1835 verwendete Bezeichnung Kupaphrit verbreitete sich dagegen nicht und ist heute ungebräuchlich.
Ein Aufbewahrungsort für das Typmaterial von Tirolit ist nicht bekannt.
Da der Tirolit bereits lange vor der Gründung der International Mineralogical Association (IMA) bekannt und als eigenständige Mineralart anerkannt war, wurde dies von ihrer Commission on New Minerals, Nomenclature and Classification (CNMNC) übernommen und bezeichnet den Tirolit als sogenanntes „grandfathered“ (G) Mineral. Die seit 2021 ebenfalls von der IMA/CNMNC anerkannte Kurzbezeichnung (auch Mineral-Symbol) von Tirolit lautet „Tyl“.

## Klassifikation
In der veralteten 8. Auflage der Mineralsystematik nach Strunz gehörte der Tirolit zur Mineralklasse der „Phosphate, Arsenate und Vanadate“ und dort zur Abteilung der „Wasserhaltigen Phosphate, Arsenate und Vanadate mit fremden Anionen“, wo er zusammen mit Akrochordit die „Akrochordit-Tirolit-Gruppe (mit ungefähr 2 OH pro RO4)“ mit der Systemnummer VII/D.09 und den weiteren Mitgliedern Arthurit und Chenevixit bildete.
In der zuletzt 2018 überarbeiteten Lapis-Systematik nach Stefan Weiß, die formal auf der alten Systematik von Karl Hugo Strunz in der 8. Auflage basiert, erhielt das Mineral die System- und Mineral-Nr. VII/D.54-020. Dies entspricht ebenfalls der Abteilung „Wasserhaltige Phosphate, mit fremden Anionen“, wobei in den Gruppen VII/D.25 bis 57 die Minerale mit mittelgroßen bis sehr großen Kationen (Al-Mg und Ca-Na-K) eingeordnet sind. Tirolit bildet zusammen mit Bleasdaleit, Richelsdorfit, Tangdanit (ehemals Klinotirolit) eine unbenannte Gruppe mit der Systemnummer VII/D.54.
Auch die von der International Mineralogical Association (IMA) zuletzt 2009 aktualisierte 9. Auflage der Strunz’schen Mineralsystematik ordnet den Tirolit in die Abteilung der „Phosphate usw. mit zusätzlichen Anionen; mit H2O“ ein. Diese ist allerdings weiter unterteilt nach der relativen Größe der beteiligten Kationen und dem Stoffmengenverhältnis der zusätzlichen Anionen zum Phosphat-, Arsenat- bzw. Vanadat-Komplex, so dass das Mineral entsprechend seiner Zusammensetzung in der Unterabteilung „Mit großen und mittelgroßen Kationen; (OH usw.) : RO4 > 2 : 1“ zu finden ist, wo es zusammen mit Tangdanit die „Tirolit-Klinotirolit-Gruppe“ mit der Systemnummer 8.DM.10 bildet.
Die vorwiegend im englischen Sprachraum gebräuchliche Systematik der Minerale nach Dana ordnet den Tirolit ebenfalls in die Klasse der „Phosphate, Arsenate und Vanadate“ und dort in die Abteilung der „Wasserhaltige Phosphate etc., mit Hydroxyl oder Halogen“ ein. Hier ist er als einziges Mitglied in der unbenannten Gruppe 42.04.03 innerhalb der Unterabteilung „Wasserhaltige Phosphate etc., mit Hydroxyl oder Halogen mit (AB)5(XO4)2Zq × x(H2O)“ zu finden.

## Kristallstruktur
Von Tirolit sind bisher zwei Polytype bekannt, die beide im monoklinen Kristallsystem, jedoch in verschiedenen Raumgruppen mit abweichenden Gitterparametern kristallisieren:
- Tirolit-1M kristallisiert in der Raumgruppe P2/c (Raumgruppen-Nr. 13) mit den Gitterparametern a = 27,562(3) Å; b = 5,5682(7) Å; c = 10,4662(15) Å und β = 98,074(11)° sowie 2 Formeleinheiten pro Elementarzelle.[13]
- Tirolit-2M kristallisiert in der Raumgruppe C2/c (Raumgruppen-Nr. 15) mit den Gitterparametern a = 54,520(6) Å; b = 5,5638(6) Å; c = 10,4647(10) Å und β = 96,432(9)° sowie 4 Formeleinheiten pro Elementarzelle.[13]

## Bildung und Fundorte

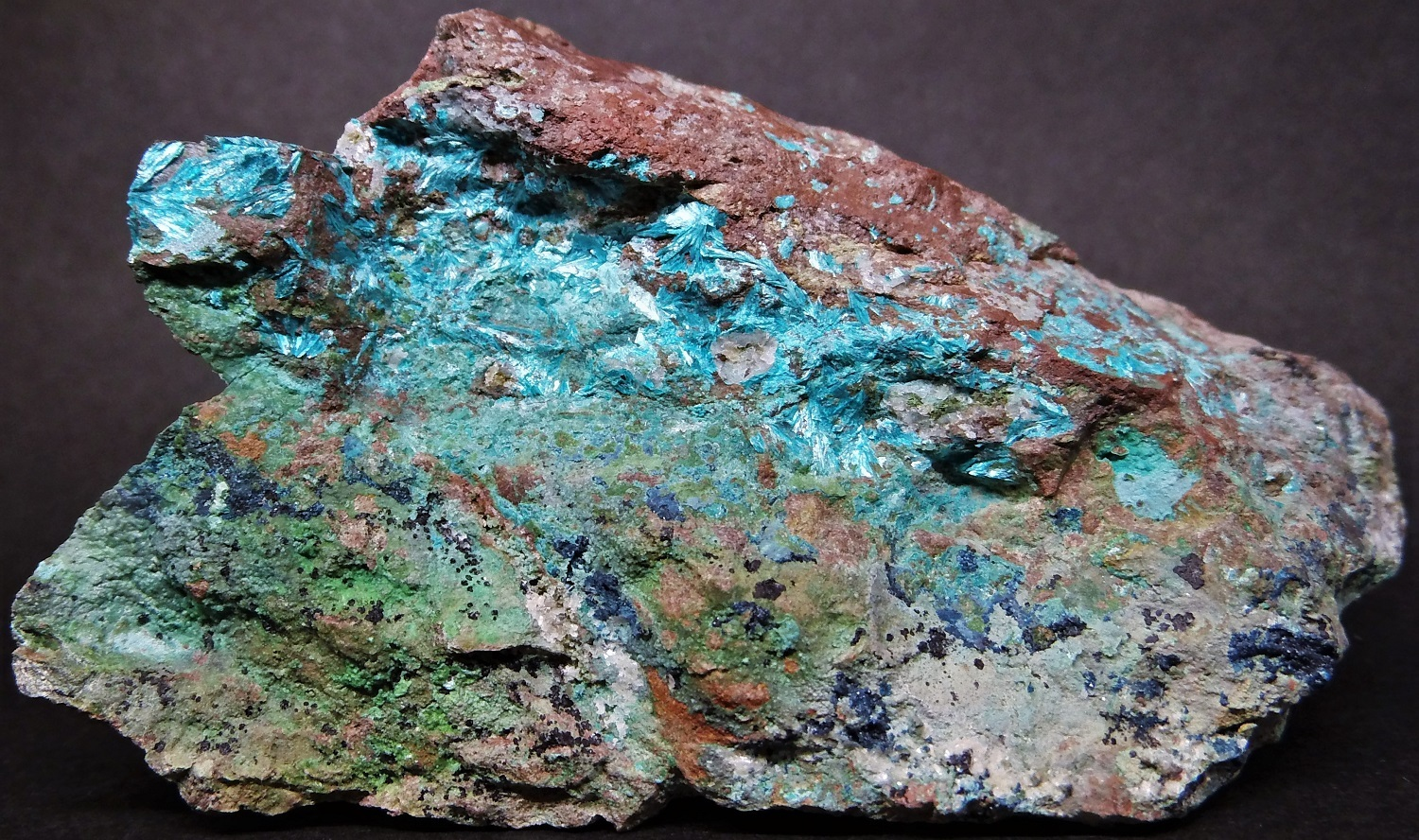
Himmelblauer Tyrolit, grüner Cornwallit und nachtblauer Klinoklas auf Matrix aus dem Bergbaugebiet Bartolomej, Novoveská Huta, Bezirk Spišská Nová Ves, Ostslowakei

Tirolit bildet sich typischerweise sekundär durch Umwandlung von Tennantit in der Oxidationszone hydrothermaler Kupfer-Lagerstätten. Neben Tennantit können als Begleitminerale weitere Kupferminerale wie unter anderem Azurit, Malachit, Brochantit und Chrysokoll auftreten.
Als eher seltene Mineralbildung kann Tirolit an verschiedenen Fundorten zum Teil zwar reichlich vorhanden sein, insgesamt ist er aber wenig verbreitet. Weltweit sind bisher rund 300 Vorkommen dokumentiert (Stand 2024). Als Typlokalität für Tirolit gilt das Bergbaurevier Falkenstein, wo das Mineral im Antonistollen, Bründlstollen, Wilhelm-Erbstollen und auf den Halden vom Kogelmoos entdeckt wurde. Des Weiteren kennt man Tirolit im Bezirk Schwaz noch bei Burgstall, im heutigen Besucher-Silberbergwerk Schwaz und im Revier Ringenwechsel (Roggland, Martinstollen). Weitere bekannte Fundorte in Österreich liegen unter anderem in den ebenfalls in Tirol befindlichen Bezirken Kufstein (Brixlegg, Scheffau am Wilden Kaiser, Wildschönau) und Landeck sowie verschiedene Fundstätten in Kärnten, Niederösterreich, Salzburg, der Steiermark, Oberösterreich und Vorarlberg.
In Deutschland fand sich Tirolit bisher in der Region Freiburg wie unter anderem der Grube Clara bei Oberwolfach und der Grube Heidelwerk bei Schlächtenhaus sowie in der Region Karlsruhe wie unter anderem im Bergrevier Neubulach und verschiedenen Gruben im Landkreis Freudenstadt in Baden-Württemberg, in den bayerischen Bezirken Oberpfalz (Erbendorf) und Unterfranken (Landkreis Aschaffenburg), den hessischen Bezirken Darmstadt, Gießen und Kassel sowie an einigen Fundstätten in Niedersachsen (St. Andreasberg, Bad Lauterberg), Nordrhein-Westfalen (Extertal, Porta Westfalica), Rheinland-Pfalz (Imsbach, St. Goarshausen), Saarland (Düppenweiler), Sachsen (Erzgebirgskreis, Freiberg) und Thüringen (Ilm-Kreis, Landkreis Schmalkalden-Meiningen, Wartburgkreis).
In der Schweiz wurde das Mineral bisher im Bergwerk Grosses Chalttal und in der Grube Hochmättli auf der Mürtschenalp im Kanton Glarus, in den Bergwerken Surmin (auch Surminer Rüfe) bei Filisur und Ursera bei Andeer sowie am Tieftobel bei Schmitten im Kanton Graubünden und in der Grube Six-Blanc im Val de Bagnes, den Alpinen Klüften im Gebiet Wannigletscher-Scherbadung und einigen Gruben in der Gemeinde Anniviers im Kanton Wallis gefunden.
Bekannt aufgrund reichhaltiger Tirolitfunde in Aggregaten sind auch die Majuba-Hill-Mine im Bergbaubezirk Antelope des Pershing Countys in Nevada und der Bergbaubezirk Tintic im Juab County in Utah, USA.
Weltweit kennt man Tirolit noch aus Bulgarien, Chile, China, Frankreich, Griechenland, Iran, Irland, Italien, Japan, Kanada, Kasachstan, Kirgisistan, Mexiko, Polen, Portugal, Rumänien, Russland, der Slowakei, Spanien, Tschechien, Ungarn, im Vereinigten Königreich (England, Schottland, Wales) und einigen weiteren Staaten in den USA.